# 마해영
마해영(馬海泳, 1970년 8월 14일 ~ )은 전 KBO 리그 롯데 자이언츠의 내야수, 경기도 챌린지 리그 성남 블루팬더스의 초대 감독이다. 2010년부터 대경대학교 스포츠건강과학과 겸임교수를 맡고 있다.
김기태와 더불어 지명 타자로 주로 나섰던 선수였다.

## 선수 시절

### 아마추어 시절

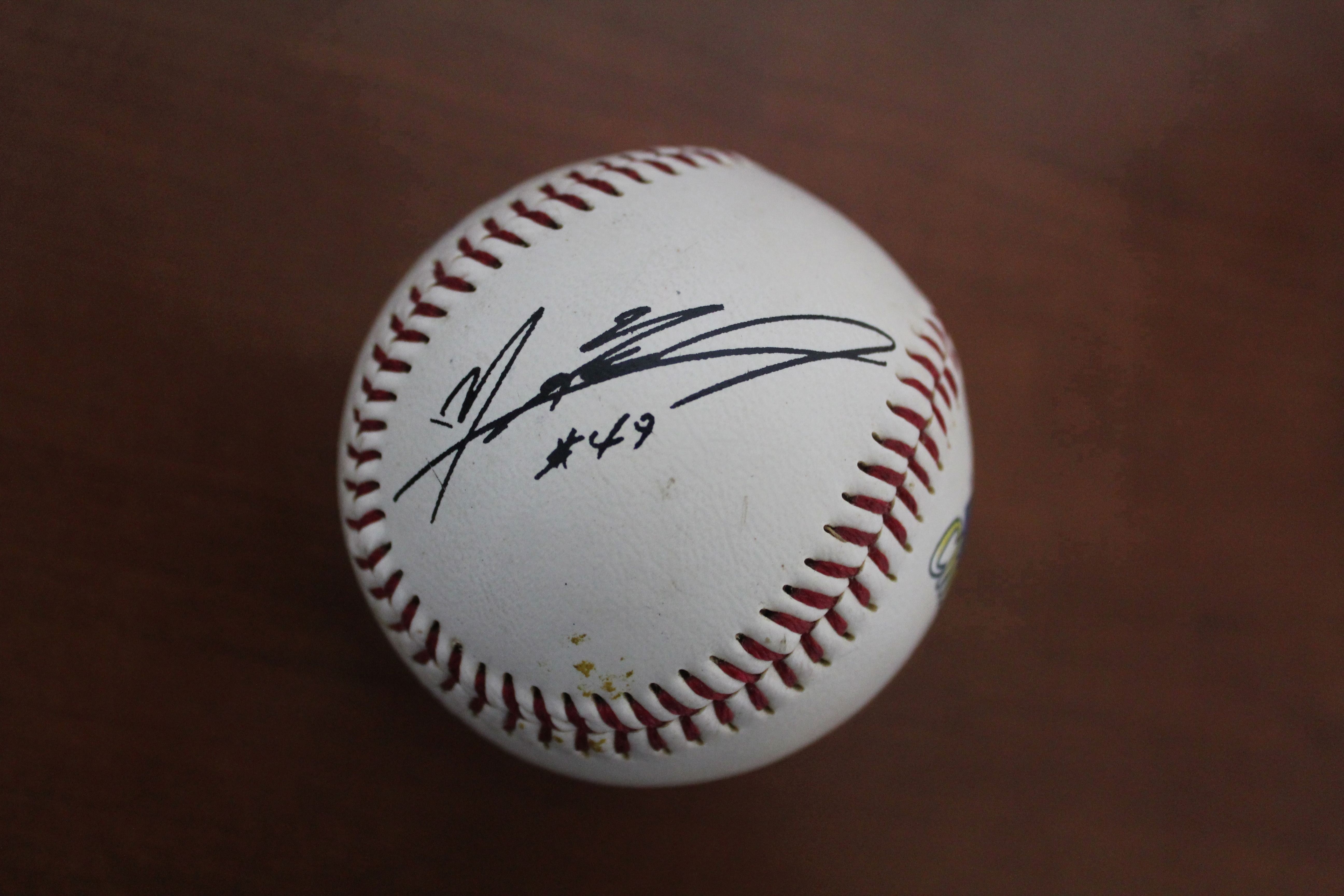
2002년 한국시리즈 우승 당시 사인볼

고려대학교 체육교육학과 재학 시절 좌완 투수 이상훈과 학번 동기생이다. '좌상훈', '우해영'으로 불렸다.

### 상무 야구단시절
1993년 고려대학교 체육교육학과를 졸업하고 롯데 자이언츠의 2차 1순위 지명을 받았으나, 곧바로 입단하지 않고 고려대학교 졸업 후 상무 야구단에 입대했다.

### 롯데 자이언츠시절
상무 야구단에서 병역을 마친 뒤 연고 팀 롯데 자이언츠에 입단하여 중심 타자로 성장하였다. 1999년에 타격왕을 차지하며 커리어 하이를 기록했다.

### 삼성 라이온즈시절
2000년 선수협 파동 사건의 여파로, 2001 시즌을 앞둔 2001년 2월 1일 김주찬과 이계성을 상대로 삼성 라이온즈에 트레이드되었다. 2002년 한국시리즈 6차전에서 이승엽의 홈런에 이어 극적인 백투백 끝내기 솔로 홈런을 치며 한국시리즈 MVP에 선정되었다. 한국시리즈 준우승 징크스를 반복하였던 삼성 최초의 한국시리즈 우승이자 1985년 전후기리그 통합 우승 이후 17년만에 통산 2번째 우승의 1등 공신이 되었고, 그 해 최다 안타 타이틀과 함께 처음이자 마지막으로 골든 글러브(지명타자 부문)를 받았다.

### KIA 타이거즈시절
그 뒤 2003년 시즌 후 FA 계약(4년 총액 28억 원)으로 KIA 타이거즈에 이적했다. 그러나 당시 서정환 감독 대행과의 불화로, 2005년 11월 2일에 LG 트윈스로 최상덕, 서동욱과 함께 장문석, 손상정, 한규식을 상대로 트레이드되었다.

### LG 트윈스시절
트레이드된 후 점점 안 좋은 모습을 보이다가 2007년 시즌 후 LG 트윈스에서 방출되었다.

### 롯데 자이언츠복귀
2008년 1월 24일, 친정 팀 롯데 자이언츠와 연봉 5,000만 원에 계약하며 복귀했다.
하지만 2008년 6월 20일 LG전을 끝으로 2군으로 강등되었고, 이후 더 이상 1군에 올라오지 못했다. 2008년 8월 3일에 열린 올스타전에 출전하였지만, 끝내 2008년 시즌 후 롯데 자이언츠에서 방출당했다.

## 야구선수 은퇴 후
롯데 자이언츠에서 방출당한 후 대만 프로 야구 리그 진출을 타진했으나, 현역 은퇴를 선언하고 2009년에는 Xports에서 해설가로 활동했다. Xports가 방송을 종료하고 폐국한 후 2010년 3월에는 경상북도 경산시 소재의 전문대학인 대경대학교의 겸임 교수로 임용 되어 재직했으며, KNN과 IPTV 채널인 IPSN에서도 야구 해설을 했다. Xports 방송 종료 이후 CJ에서 XTM을 통해 KBO 리그 중계권을 다시 확보하자, XTM에 영입되어 2014년까지 해설가로 활동했다. 하지만 편파 해설 논란으로 2014년 초 해설위원에서 물러났으며, 이후에는 박사 과정에 전념하였다. 같은 해에는 롯데 자이언츠 입단 초기에 선수로 잠시 함께했던 권영진 대구고등학교 야구부 감독의 부름을 받아 6개월 단기 계약을 맺고 대구고등학교 야구부에서 인스트럭터로 활동했다.
고려대학교에서 석사 과정을 마친 후, 단국대학교에서 스포츠 심리학에 관한 논문으로 2015년 2월에 박사 학위를 취득했다.
2015년 3월에는 독립 야구단인 연천 미라클의 타격 코디네이트 코치로 선임되었다. 2018년부터 성남 블루팬더스 감독으로 활동한다.

## 출신 학교
- 1977년 ~ 1983년 : 대연초등학교
- 1983년 ~ 1986년 : 부산중학교
- 1986년 ~ 1989년 : 부산고등학교
- 1989년 ~ 1993년 : 고려대학교 체육교육학과 학사 (1989학번)
- 고려대학교 대학원(석사)
- 단국대학교 대학원(박사)

## 같이 보기
- 2000년 선수협 파동 사건
- 이승엽
- 양준혁
- 2002년 한국시리즈

## 통산 기록
| 연 도           | 소 속           | 나 이           | 출 장 | 타 석 | 타 수 | 득 점 | 안 타 | 2 루 타 | 3 루 타 | 홈 런 | 타 점 | 도 루 | 도 실 | 볼 넷 | 삼 진 | 타 율 | 출 루 율 | 장 타 율 | O P S | 루 타 | 병 살 타 | 몸 맞 | 희 타 | 희 플 | 고 4 |
| --------------- | --------------- | --------------- | ----- | ----- | ----- | ----- | ----- | ------- | ------- | ----- | ----- | ----- | ----- | ----- | ----- | ----- | -------- | -------- | ----- | ----- | -------- | ----- | ----- | ----- | ---- |
| 1995            | 롯데            | 26              | 126   | 551   | 476   | 76    | 131   | 26      | 4       | 18    | 87    | 16    | 6     | 54    | 82    | .275  | .359     | .460     | .819  | 219   | 13       | 13    | 0     | 8     | 5    |
| 1996            | 롯데            | 27              | 120   | 467   | 428   | 49    | 118   | 26      | 3       | 12    | 64    | 5     | 2     | 30    | 81    | .276  | .325     | .435     | .760  | 186   | 11       | 3     | 3     | 3     | 1    |
| 1997            | 롯데            | 28              | 126   | 505   | 452   | 61    | 117   | 22      | 3       | 25    | 75    | 6     | 5     | 39    | 76    | .259  | .328     | .487     | .815  | 220   | 12       | 9     | 2     | 3     | 8    |
| 1998            | 롯데            | 29              | 126   | 534   | 465   | 77    | 136   | 33      | 1       | 15    | 64    | 2     | 3     | 51    | 97    | .292  | .375     | .465     | .839  | 216   | 7        | 12    | 3     | 3     | 3    |
| 1999            | 롯데            | 30              | 132   | 579   | 503   | 111   | 187   | 38      | 4       | 35    | 119   | 6     | 9     | 59    | 65    | .372  | .442     | .672     | 1.114 | 338   | 11       | 10    | 0     | 7     | 5    |
| 2000            | 롯데            | 31              | 132   | 569   | 497   | 73    | 146   | 25      | 1       | 23    | 90    | 2     | 1     | 51    | 75    | .294  | .378     | .487     | .865  | 242   | 10       | 18    | 0     | 3     | 2    |
| 2001            | 삼성            | 32              | 133   | 547   | 470   | 86    | 154   | 18      | 0       | 30    | 95    | 1     | 1     | 68    | 82    | .328  | .415     | .557     | .972  | 262   | 13       | 5     | 0     | 4     | 3    |
| 2002            | 삼성            | 33              | 133   | 596   | 532   | 92    | 172   | 40      | 2       | 33    | 116   | 2     | 0     | 46    | 74    | .323  | .386     | .592     | .978  | 315   | 14       | 12    | 0     | 6     | 5    |
| 2003            | 삼성            | 34              | 132   | 573   | 502   | 90    | 146   | 25      | 0       | 38    | 123   | 1     | 1     | 56    | 89    | .291  | .371     | .568     | .938  | 285   | 22       | 10    | 1     | 4     | 3    |
| 2004            | KIA             | 35              | 124   | 519   | 437   | 54    | 123   | 16      | 0       | 11    | 71    | 4     | 3     | 56    | 68    | .281  | .373     | .394     | .766  | 172   | 19       | 14    | 1     | 11    | 4    |
| 2005            | KIA             | 36              | 94    | 387   | 338   | 46    | 90    | 17      | 0       | 12    | 60    | 0     | 0     | 35    | 66    | .266  | .346     | .423     | .769  | 143   | 13       | 8     | 2     | 4     | 2    |
| 2006            | LG              | 37              | 80    | 316   | 282   | 30    | 76    | 12      | 2       | 5     | 28    | 1     | 1     | 24    | 54    | .270  | .333     | .379     | .713  | 107   | 7        | 5     | 1     | 4     | 2    |
| 2007            | LG              | 38              | 11    | 34    | 28    | 2     | 2     | 0       | 0       | 1     | 3     | 0     | 0     | 4     | 9     | .071  | .177     | .179     | .355  | 5     | 1        | 0     | 0     | 2     | 0    |
| 2008            | 롯데            | 39              | 32    | 87    | 72    | 3     | 11    | 0       | 0       | 2     | 8     | 0     | 0     | 14    | 13    | .153  | .287     | .236     | .524  | 17    | 4        | 0     | 0     | 1     | 0    |
| KBO 통산 : 14년 | KBO 통산 : 14년 | KBO 통산 : 14년 | 1501  | 6264  | 5482  | 850   | 1609  | 298     | 20      | 260   | 1003  | 46    | 32    | 587   | 931   | .294  | .370     | .497     | .868  | 2727  | 157      | 119   | 13    | 63    | 43   |

- 시즌 기록 중 굵은 글씨는 해당 시즌 최고 기록[14]